# Миша Павић
Милорад Павић Миша (Ваљево, 11. новембра 1921 – Ваљево, 16. августа 2005) био је српски фудбалер и фудбалски тренер.

## Биографија
Као играч је играо за Црвену звезду, где је касније био и успешан менаџер. У Србији је такође био тренер Војводине. Осим тога је био селектор југословенске репрезентације током светског првенства 1962. у Чилеу, када је Југославија дошла до полуфинала.
Успехе у тренерској каријери је такође постигао у Белгији, Португалу и Шпанији.
У Другом светском рату Немци су га држали као таоца.

## Трофеји (као тренер)

### Црвена звезда
- Првенство Југославије (3) : 1958/59, 1959/60, 1963/64.
- Куп Југославије (3) : 1957/58, 1958/59, 1963/64.
- Дунавски куп (1) : 1958.

### Стандард Лијеж
- Куп Белгије (2) : 1965/66, 1966/67.

### Атлетик Билбао
- Куп Шпаније (1) : 1972/73.

### Бенфика
- Првенство Португала (1) : 1974/75.

### Селта Виго
- Друга лига Шпаније (1) : 1981/82.